# Łuniniec (gmina)
Łuniniec – dawna gmina wiejska istniejąca w latach 1928–1939 w woj. poleskim (obecnie na Białorusi). Siedzibą władz gminy był Łuniniec, który stanowił odrębną gminę miejską.
Gmina Łuniniec powstała 18 kwietnia 1928 roku w powiecie łuninieckim w woj. poleskim z części zniesionych gmin Łunin i Kożangródek.
Po wojnie obszar gminy Łuniniec wszedł w struktury administracyjne Związku Radzieckiego.